# Принцип попадания и мишени
Принцип попадания и мишени — формальное объяснение первичных механизмов биологического действия ионизирующих излучений, в том числе, и радиобиологического парадокса. Сформулирован в 1920—30-х гг. Дж. Кроузером, Д. Е. Ли, К. Г. Циммером, Н. В. Тимофеевым-Ресовским и другими исследователями.
Согласно этому принципу, в биологических объектах имеются особо чувствительные объёмы — «мишени», поражение которых приводит к поражению всего объекта. Клетки и ткани состоят из огромного числа макромолекул, мицелл, фибрилл, мембран и других структур различного строения и величины. При применяемых в радиобиологии дозах облучения вероятность попадания частицы или фотона в редкую, но жизненно важную внутриклеточную «мишень» (макромолекулярную и биологически активную структуру) невелика. Однако в результате редких попаданий в такую «мишень» даже небольшие дозы ионизирующих излучений могут вызвать гибель клетки или какие-либо редкие специфические реакции в ней (например, мутации отдельных генов), частота которых будет возрастать с дозой облучения. 
Таким образом, мишень в радиобиологии на молекулярном и/или клеточном уровнях — формальное обозначение того микрообъема (например, ДНК), в котором должны произойти одна или несколько ионизаций (попаданий), приводящих к изучаемой реакции. Распределение по клеткам отдельных элементарных повреждений (последствий дискретных событий попаданий) происходит случайно и, следовательно, подчиняется статистическим закономерностям; если изучаемые единицы реакции связаны с повреждением дискретных универсальных внутриклеточных структур, то вследствие малых размеров последних это распределение будет подчиняться закону Пуассона. 
Классическое применение принципа «попадания» сводится к анализу зависимости (от дозы излучения с данным значением ЛПЭ) частоты попаданий в данное число эффективных объемов данного размера. Исходя из принципов классической теории мишени, количество попаданий должно быть прямо пропорциональным дозе облучения. Поэтому в определенном диапазоне доз число пораженных мишеней строго пропорционально дозе, или числу попаданий, так как поражается лишь небольшая их часть из общего количества; в связи с этим зависимость эффекта от дозы имеет вид прямой линии. С повышением дозы облучения вероятность попадания в одну и ту же мишень увеличивается, и хотя общее число попаданий остается пропорциональным дозе, их эффективность уменьшается, и количество пораженных мишеней возрастает медленнее, асимптотически приближаясь к 100 %. Иначе говоря, количество жизнеспособных единиц с увеличением дозы уменьшается в экспоненциальной зависимости от дозы. Теория мишени не является универсальной и не объясняет всех биологических эффектов, возникающих под действием ионизирующих излучений.